# Bistum Matagalpa
Das Bistum Matagalpa (lateinisch Dioecesis Matagalpensis, spanisch Diócesis de Matagalpa) ist ein in Nicaragua gelegenes römisch-katholisches Bistum mit Sitz in Matagalpa. Es umfasst das Departamento Matagalpa.

## Geschichte
Papst Pius XI. gründete das Bistum am 19. Dezember 1924 aus Gebietsabtretungen des Erzbistums Managua. Am 21. Juli 1962 verlor es einen Teil des Territoriums an die Territorialprälatur Juigalpa.

## Bischöfe von Matagalpa
- Isidro Carrillo y Salazar, 24. Dezember 1924–16. April 1931
- Vicente Alejandro González y Robleto, 29. Januar 1932–9. April 1938, dann Koadjutorerzbischof von Managua
- Isidro Augusto Oviedo y Reyes, 11. Dezember 1938–17. November 1946, dann Bischof von León en Nicaragua
- Octavio José Calderón y Padilla, 13. Juni 1946–22. Juni 1970
- Julián Luis Barni Spottiswoode OFM, 22. Juni 1970–18. Juni 1982, dann Bischof von León en Nicaragua
- Carlos José Santi Brugia OFM, 18. Juni 1982–15. Mai 1991
- Leopoldo José Brenes Solórzano, 2. November 1991–1. April 2005, dann Erzbischof von Managua
- Jorge Solórzano Pérez, 15. Oktober 2005–11. März 2010, dann Bischof von Granada
- Rolando José Álvarez Lagos, seit 8. März 2011